# Крекінг-установка в Таррагоні (IQA)
Крекінг-установка в Таррагоні (IQA) — колишнє нафтохімічне виробництво, що діяло у складі майданчику компанії Industrias Químicas Asociadas (IQA, з 2014-го відома як Industrias Químicas del Óxido de Etileno (IQOXE)).
IQA створили для розвитку нафтохімічного майданчику в Таррагоні компанії Union Espanola de Explosivos (UEE, з 1970-го унаслідок злиття стала Explosivos Rio Tinto (ERT)), Shell та Cepsa. При цьому є відомості, що в підсумку UEE перевела на завод IQA значну частину кваліфікованого персоналу зі свого майданчику в Лангрео, який використовував неперспективну технологію отримання етилену.
В 1964-му IQA ввела в дію піролізну установку, спроможну продукувати 70 тисяч тонн етилену та 35 тисяч тонн пропілену на рік. Як сировину становка споживала naphtha – суміш легких рідких вуглеводнів.
Етилен використовували для отримання оксиду етилену (оксирану). В 1970-х ще одним напрямком використання цього олефіну стало виробництво ацетальдегіду на зведеному в тій же Таррагоні заводі. Також відомо про випуск октанолу.
В 1982-му піролізну установку вивели з експлуатації. Втім, варто відзначити, що на той час у Таррагоні вже діяли дві набагато потужніші піролізні установки компаній Repsol та Dow Chemical.